# Rogelio Guerra
Rogelio Guerra, pseudonimo di Hildegardo Francisco Guerra Martínez (Aguascalientes, 8 febbraio 1936 – Città del Messico, 28 febbraio 2018), è stato un attore e doppiatore messicano.

## Biografia
Rogelio Guerra nacque ad Aguascalientes l'8 febbraio 1936. Ha avuto una reazione sentimentale con la ballerina e attrice Otilia Larrañaga Villarreal con la quale ha avuto una figlia.
Rogelio è stato diagnosticato con Alzheimer nel 2013 e la sua salute è peggiorata a causa di un ictus che ha subito nel 2015.
All'inizio del febbraio 2015 è stato ricoverato in ospedale per un intervento alla colecisti che gli è stato eseguito in un ospedale di Città del Messico.
È deceduto il 28 febbraio 2018 all'età di 81 anni a causa di un arresto respiratorio.

## Filmografia
- El padrecito - regia di Miguel M. Delgado (1964)
- La endemoniada - regia di Emilio Gómez Muriel (1968)
- La casa del farol rojo - regia di Agustín P. Delgado (1971)
- Le avventure di Miky Gioy il piccolo pirata (Un pirata de doce años)  - regia di René Cardona Jr. (1972)
- Tres mujeres en la hoguera - regia di Abel Salazar García (1976)
- 7 mujeres, 1 homosexual y Carlo - regia di Rene Bueno (2004)
- El agente 00-P2 - regia di Andrés Couturier M. (2009)

### Televisione
- Ha llegado una intrusa - serie TV (1974)
- Anche i ricchi piangono (Los ricos también lloran) - serie TV (1979)
- Otra vuelta de tuerca - serie TV (1981)
- Marcellina - serie TV (1982)
- Amalia Batista - serie TV (1983)
- Vivir un poco - serie TV (1985)
- Ángeles blancos - serie TV (1990)
- Los Parientes Pobres - serie TV (1993)
- Nada personal - serie TV (1996)
- Azul Tequila - serie TV (1998)
- Mañana es para siempre - serie TV (2008-2009)
- Los exitosos Pérez - serie TV (2009-2010)
- Amor Bravío - serie TV (2012)
- Qué bonito amor - serie TV (2013)
- Gossip Girl: Acapulco - serie TV (2013)
- Lo que la vida me robó - serie TV (2013-2014)

## Doppiaggio
- Bernard Hill in Il Signore degli Anelli - Le due torri, Il Signore degli Anelli - Il ritorno del re
- Michael Parks in Kill Bill: Volume 1
- Lorenzo in Pokémon Heroes
- Re Dymas in Sinbad - La leggenda dei sette mari
- Abner in Mucche alla riscossa
- James Cosmo in Le cronache di Narnia - Il leone, la strega e l'armadio
- Peter O'Toole in Troy, Stardust

## Doppiatori italiani
Nelle versioni in italiano delle opere in cui ha recitato, Rogelio Guerra è stato doppiato da:
- Gabriele Carrara in Anche i ricchi piangono

## Riconoscimenti
Premios TVyNovelas (Nominato):
- Miglior attore in Vivir un poco (1986)
- Miglior attore in Ángeles blancos (1991)
- Miglior antagonista in Mañana es para siempre (2010)